# Гейсиха (річка)
Гейсиха — річка в Україні у Білоцерківському районі Київської області. Ліва притока річки Красилівки (басейн Південного Бугу).

## Опис
Довжина річки приблизно 9,70 км, найкоротша відстань між витоком і гирлом — 8,00  км, коефіцієнт звивистості річки — 1,21 . Формується декількома струмками та загатами.

## Розташування
Бере початок на південно-східній стороні від села Розкішна. Тече переважно на північний схід через село Гейсиху і у селі Станіславчик впадає у річку Красилівку, праву притоку річки Гнилого Тікичу.

## Цікаві факти
- На річці існують газгольдери та газові свердловини[3].